# Leonardo de' Medici

Stemma dei Medici

Leonardo de' Medici (... – 1528) è stato un vescovo cattolico italiano.

## Biografia
Era figlio di Bernardo de' Medici e pievano della Pieve di San Pietro a San Piero a Sieve nel 1494. Ricopri l'incarico di vicario generale quando papa Alessandro VI interdisse i fiorentini dal partecipare alle prediche di Girolamo Savonarola. Leonardo stesso proibì al clero di assistere alle prediche. I magistrati della Repubblica fiorentina ritennero però ingiuste le sue censure e fu costretto ad abbandonare l'incarico  di vicario. Fu consacrato vescovo da papa Leone X nel 1519. Morì nel 1528.